# روفوس آیزکس

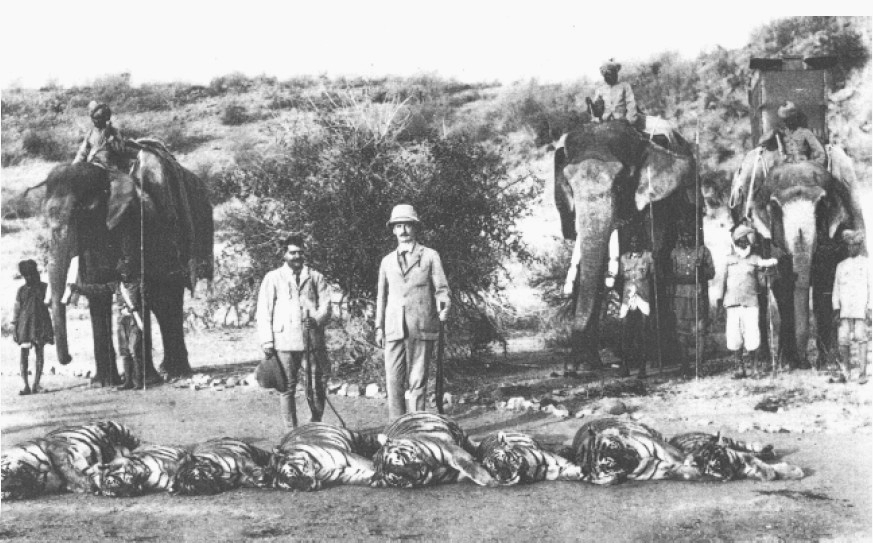
ببرهای هندی شکارشده توسط لُرد آیزکس در سال ۱۹۳۵ میلادی.

روفکس آیزکس (انگلیسی: Rufus Isaacs, 1st Marquess of Reading; ۱۰ اکتبر ۱۸۶۰ – ۳۰ دسامبر ۱۹۳۵) سیاست‌مدار اهل بریتانیا بود.
وی از سال اوت تا نوامبر ۱۹۳۱ وزیر امورخارجه بریتانیا و از سال ۱۹۲۱ تا ۱۹۲۶ نایب‌السلطنه هند بوده است.